# Casino Blankenberge
Het casino van Blankenberge is een casino in de Belgische badstad Blankenberge. Het huidige casino werd geopend in 1936 en vormt een van de belangrijkste ondernemingen van de kustgemeente. Het vormt naast de casino's van Spa, Dinant, Namen, Chaudfontaine, Oostende, Middelkerke, Knokke en Brussel een van de negen officiële Belgische casino's.
Het casino wordt geëxploiteerd door de groep rondom de Engelse gokondernemer Rank.

## Geschiedenis

### Kursaal van Blankenberge
Door de opkomst van het kusttoerisme die Blankenberge net als andere kuststeden in de 19de eeuw doormaakte begon ook deze gemeente haar commerciële activiteiten te richten op het toerisme. Ongeveer halfweg deze eeuw begonnen in het toenmalige vissersdorpje horecazaken te openen. In 1852 opende in Oostende reeds een eerste kursaal, opgetrokken in hout. Rond deze tijd begonnen verschillende kuststeden in te zien dat het toerisme een lucratieve inkomstenbron vormt. Een speelhal moest meer gasten lokken naar de badstad. Ook Blankenberge sprong op deze boot. Léon Malécot (1817-1866), een Luikse spoorwegingenieur droomde van een Belgische kust naar Brits voorbeeld, waar het kusttoerisme al verder gevorderd was. Hij nam Blankenberge als uitvalsbasis en wilde het Oostendse kursaal overtreffen. Dit met een kursaal opgetrokken uit steen. Als spoorwegingenieur had hij contact met architect Auguste Payen, die onder andere de stations van Brussel-Zuid en Oostende-Stad ontworpen had. In 1859 werd het eerste kursaal van Blankenberge geopend. Het betrof een gebouw in neomoorse stijl, met een open galerij op het gelijkvloers die uitgaf op de zeedijk.
Het nieuwe kursaal was erg succesvol. Door de groeiende populariteit van Blankenberge gingen verschillende investeerders kapitaal pompen in de badstad. De promenade op de zeedijk werd uitgebreid en grote luxehotels schoten uit de grond. De zaken voor het kursaal zelf liepen gesmeerd en het gebouw kon al snel uitbreiden.

### Eerste casino

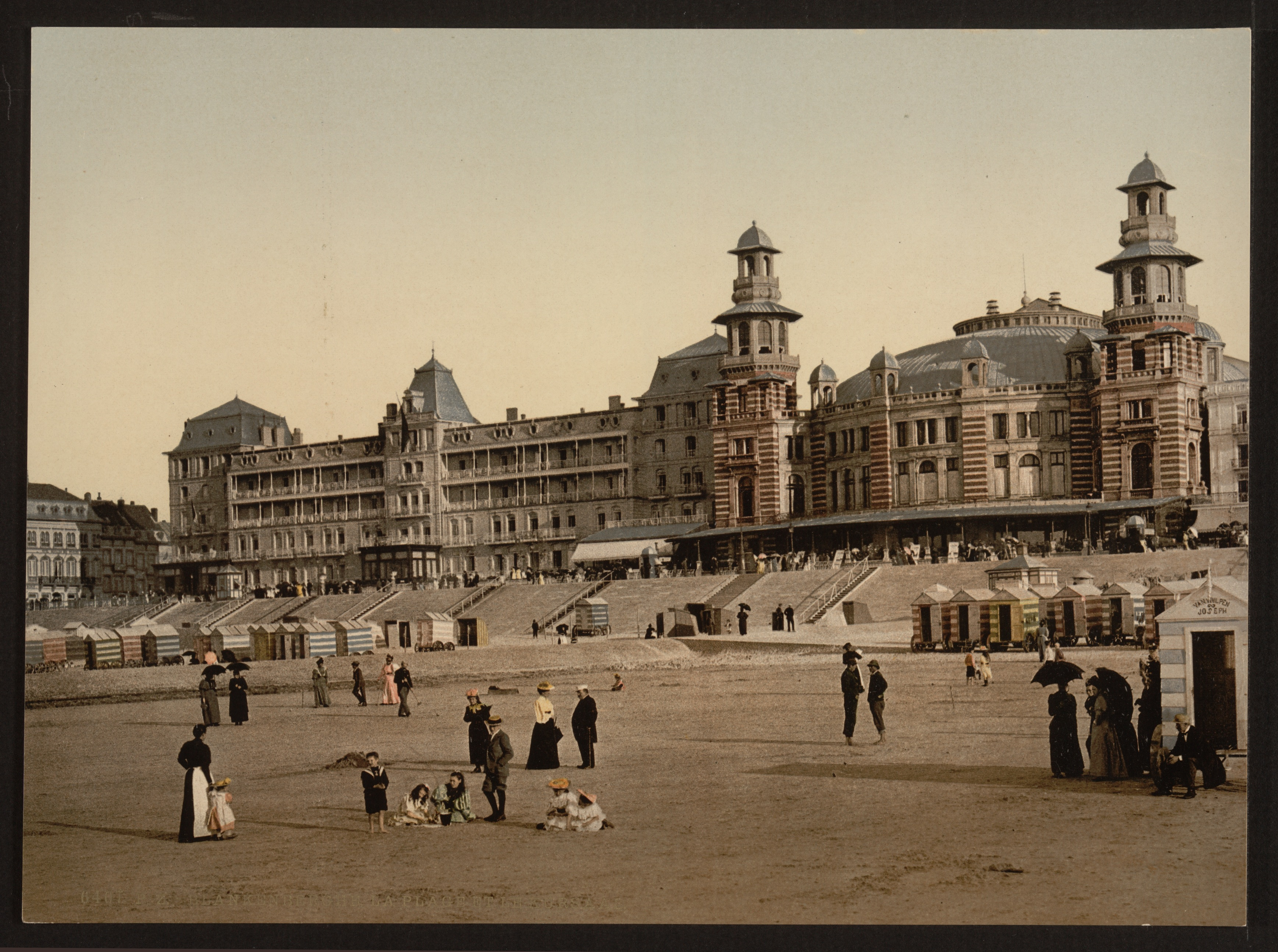
Het casino kursaal van Blankenberge, geopend in 1886

Na Malécot's dood vervreemde het stadsbestuur van het eerste kursaal. Er waren conflicten met de uitbaters en ook de plaatselijke arme vissersbevolking profiteerde niet van de welvaart die het kursaal genoot. Het plan voor een stedelijk casino was geboren. Na de afbraak van een oude vuurtoren in 1872 kwam een stuk grond opnieuw in handen van de stad. Jozef Hoste (1833-1899), een lokale architect, kreeg de opdracht het gebouw te ontwerpen. Zijn creatie kwam evenwel te duur uit en het plan verloor aan steun. Intussen opende in Oostende reeds een nieuw casino-kursaal, dat het Blankenbergse overtrof. In 1880 werd door de gemeenteraad uiteindelijk beslist een architectuurwedstrijd uit te schrijven. Een jury van vijf personen mocht 27 ontwerpen beoordelen. De creatie van de Brusselse architecten Emile Hellemans en Octave Van Rysselberghe kwam eruit als winnend ontwerp. Het casino werd een combinatie van Vlaamse neorenaissance en neoclassicistische stijl.
Na vele vergaderingen, studies en commissies kwam het eerste casino er uiteindelijk in 1886. Op 18 juli van dat jaar werd het casino van Blankenberge ingewijd. Een groot feest met internationale gasten vond plaats. De inwijding was voor de tijd zeer spectaculair met redevoeringen, een banket van 20 gangen, een concert met galabal, volksvermaak en vuurwerk. Het casino van Blankenberge was officieel ingewijd als luxueus feestpaleis voor de elite. Tijdens de belle époque groeide Blankenberge uit tot een volwaardige badplaats die met haar casino, pas geopende pier en luxehotels niet langer moest onderdoen voor Oostende of Knokke. Het oude kursaal van Malécot en Payen kon de concurrentie niet langer aan en stopte haar activiteiten in 1884. Het gebouw werd omgebouwd tot luxehotel en verschillende verdiepingen werden toegevoegd.
De kleine gemeente Blankenberge was financieel niet in staat dit alleen te financieren, maar kon rekenen op staatssteun. In het begin stond het stadsbestuur zelf in voor de uitbating, maar rond de eeuwwisseling werd de exploitatie van toen af in concessie gegeven. In 1902 kreeg het stadsbestuur een eerste opdoffer te verwerken. In gans België werden kansspelen verboden. De speelzalen werden bijgevolg noodgedwongen omgevormd tot biljartzalen. Na lang protest tegen het gokverbod, werd in 1925 een uitzonderingsmaatregel uitgeroepen.

### Tweede casino
Ondanks verschillende verwoestingen tijdens de Eerste Wereldoorlog in Blankenberge bleef het casino-kursaal gespaard van het oorlogsgeweld. Het gebouw werd gedurende de jaren 20' wel meermaals gerestaureerd en verbouwd. De pittoreske torentjes werden ingekort en het gebouw kreeg een soberder uitzicht. In 1932 viel uiteindelijk het doek over het oude casino. Het stadsbestuur wilde moderniseren en het gebouw werd gesloopt om plaats te maken voor een nieuw casino.
Architecten L. Stynen, R. Speybrouck en G. Van Sluys ontwierpen een nieuw functioneel art-deco-gebouw dat in 1934 plechtig opende. Het vormde in het interbellum samen met de Pier, het visitekaartje voor Blankenberge. Het kwam het toerisme ten goede, maar niet voor lang. Hoewel steeds meer mensen de weg naar de kust vonden stak de economische crisis van de jaren 30 de kop op en tijdens de Tweede Wereldoorlog vielen alle activiteiten stil. Na deze oorlog zag het stadsbestuur zich opnieuw genoodzaakt om herstellingswerken uit te voeren. Het casino had samen met de Zeedijk schade geleden. De eerste jaren na de oorlog waren zeer gunstig voor de stad Blankenberge. Eind jaren 60, begin jaren 70 kwam de afbraak ter sprake. De structuur bleek te veel verouderd. Vele romantische en feeërieke gebouwen uit de Belle-époque en het Interbellum maakten intussen plaats voor betonnen appartementsblokken.
Het casino haalde in 1975 de kranten met een mogelijke sloop. Dat ging uiteindelijk toch niet door. Het casino werd van een afbraak gespaard. 
Wat volgde waren grootse plannen voor een 'Casino van het jaar 2000', maar dit ontwerp ging uiteindelijk ook niet door. Het gebouw uit 1934 raakte intussen in verval en de stad moest herstelwerkzaamheden uitvoeren.
In 1985 bleken de uitbaters van het casino van Middelkerke geïnteresseerd in het casino van Blankenberge. De beheerders van de NV Micas, eigenaars van het casino van Middelkerke, richtten bijgevolg de NV Blancas op. Het ging om de gebroeders Joye en de Blankenbergenaar Luc Rammant. De restauratie en renovatie ging alsnog van start eind jaren 80, begin jaren 90. In 1995 werd het gerenoveerde casino officieel heropend.
In oktober 2020 verkoopt de huidige eigenaar Rank het casino aan de Kindred voor 28 miljoen euro. Kindred, beter gekend als de groep achter Unibet gebruikt de online licentie (A+) van het casino sinds 2020 voor hun online casino.

### Vernieuwd Casino
Eind 2021 maakte het gemeentebestuur van Blankenberge hun plannen bekend om tegen 2025 het casino te vernieuwen. Het is de bedoeling om het huidige casino te vernieuwen en een extra publieke functie in het casino te voorzien met theaterzaal en feestzaal. 

## Indeling van het casino

### Speelzaal
De speelzaal van het casino van Blankenberge is voorzien van vier tafelspelen: Amerikaanse roulette, Blackjack, Texas Ultimate Holdem en Texas Hold’em. Een croupier leidt het spel in goede banen. Op regelmatige tijdstippen worden er professionele pokertornooien georganiseerd. Unibet en Poker Stars waren reeds te gast in het casino van Blankenberge. Daarnaast zijn er gokautomaten en een elektronische roulette aanwezig. 
De speelzaal bevat ook een restaurant, genaamd "L'Orange".

### CC Blankenberge
Het casinogebouw is een van de drie gebouwen van CC Blankenberge. Verder behoren het Oud Stadhuis en de Pekelput nog tot de locaties van het cultuurcentrum. Het cultuurcentrum in het casinogebouw telt drie polyvalente zalen:
- Saveryszaal: feest- en theaterzaal
- Consciencezaal: kleinere feest- en theaterzaal
- Roeschaertzaal: ruimte voor vergaderingen en voordrachten